# Алексино (Холмский район)
Алексино — упразднённая деревня в Холмском районе Новгородской области России.

## География
Урочище находится в южной части Новгородской области, в зоне хвойно-широколиственных лесов, к востоку от автодороги 49К-1905, на расстоянии примерно 24 километров (по прямой) к востоку от города Холм, административного центра района. Абсолютная высота — 105 метров над уровнем моря.

### Климат
Климат района характеризуется как умеренно континентальный, с относительно мягкой продолжительной зимой и умеренно тёплым летом. Среднегодовая многолетняя температура воздуха составляет 4,4 °С. Средняя многолетняя температура самого холодного месяца (января) составляет −8,5 °С (абсолютный минимум — −48 °C); самого тёплого месяца (июля) — 17 — 17,5 °C (абсолютный максимум — 35 °C). Безморозный период длится около 130—135 дней. Среднегодовое количество атмосферных осадков — 700—800 мм, из которых большая часть выпадает в тёплый период. Снежный покров держится в течение 120—130 дней.

## История
В «Списке населенных мест Новгородской губернии» населённый пункт упомянут как деревня Алексино (Крутые Ручьи) Алексинского сельского общества Велильской волости Демянского уезда, расположенная в 93 верстах от уездного города. В деревне насчитывалось 14 жилых строений и проживало 98 человек (44 мужчины и 54 женщины).
В советское время входила в состав Устьевского сельсовета. Упразднена решением облисполкома № 388 от 20 октября 1986 года.